# STS-51
STS-51は、1993年9月にAdvanced Communications Technology Satellite (ACTS)を打ち上げるために行われたスペースシャトル・ディスカバリーのミッションである。また、SPAS-ORFEUS衛星及びそれに搭載されたIMAXカメラの放出、回収を行った。この年の後半で行われたSTS-61のハッブル宇宙望遠鏡ミッションのための器具と技術を評価するために、宇宙遊泳も行われた。STS-51は、GPS受信機（ニコン・トリンブル社のTANS Quadrex）を運んだ最初のスペースシャトルのミッションである。頭上の窓に取り付けられたが、限られた視野とガラスからの信号減衰が受信機の性能に深刻な影響を与えた。なお、三重の冗長性を持つ完全なGPSは、14年後のSTS-118で完成した。

## 打上げ準備

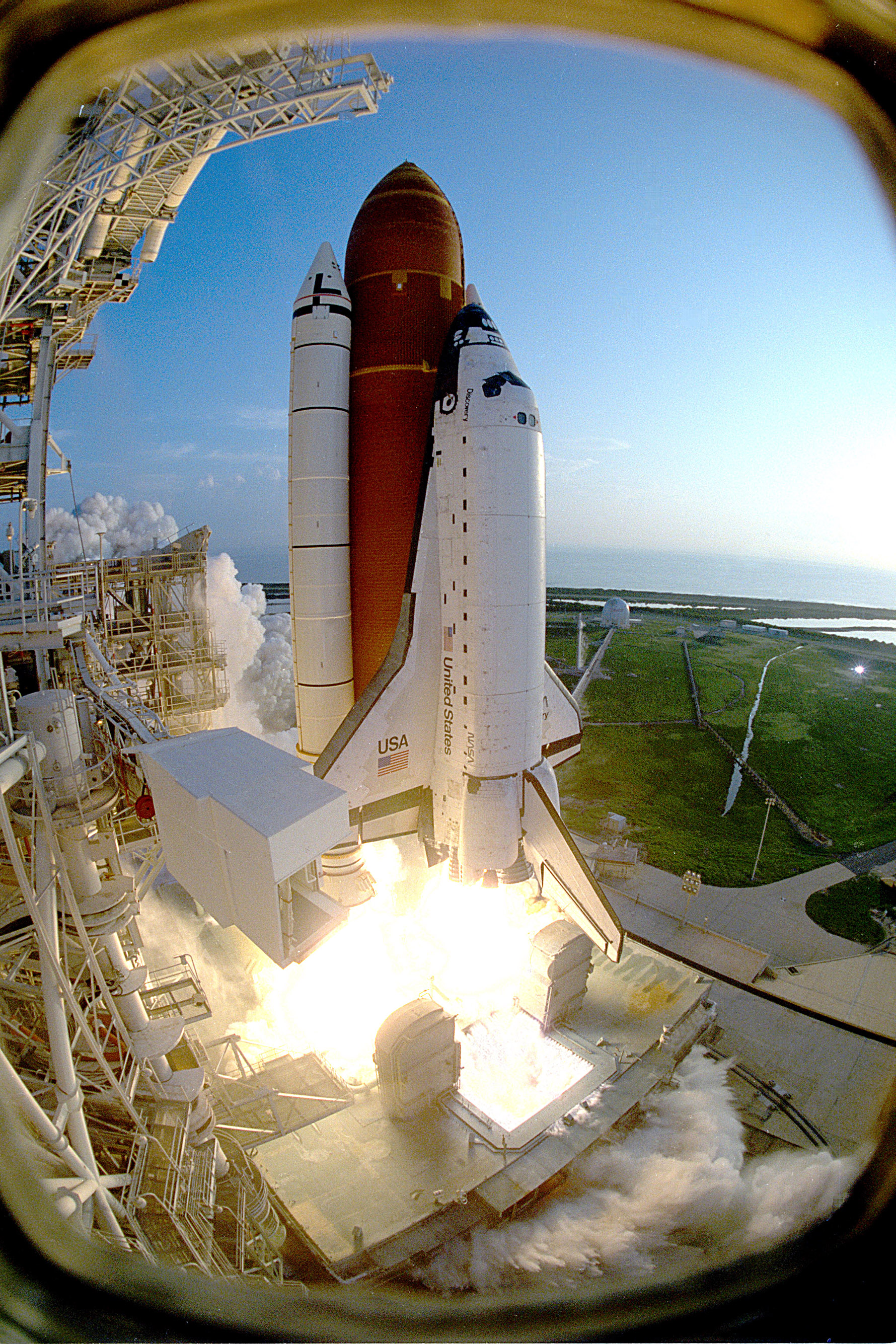
RSSから見た打上げ

STS-51の打上げは発射台上で3度延期され、宇宙飛行士はそのたびに宇宙船に乗りこんだことで知られる。
- 1993年7月17日には、固体ロケットブースターを移動式発射プラットフォームから切り離すきっかけとなる着火装置のコントローラの欠陥により発射台上で延期された。
- 1993年7月24日には、固体ロケットブースターの1つの油圧ユニットに生じた問題により、再び発射台上で延期された。ペルセウス座流星群のため、8月の第2週になるまで、次の打上げ機会は訪れなかった。
- 1993年8月12日には、SSMEが点火される残り3秒までカウントダウンが進んだが、SSMEの1つの燃料流センサの異常が引き金となって停止した。
- 1993年9月12日に打上げが成功した。

## ACTS

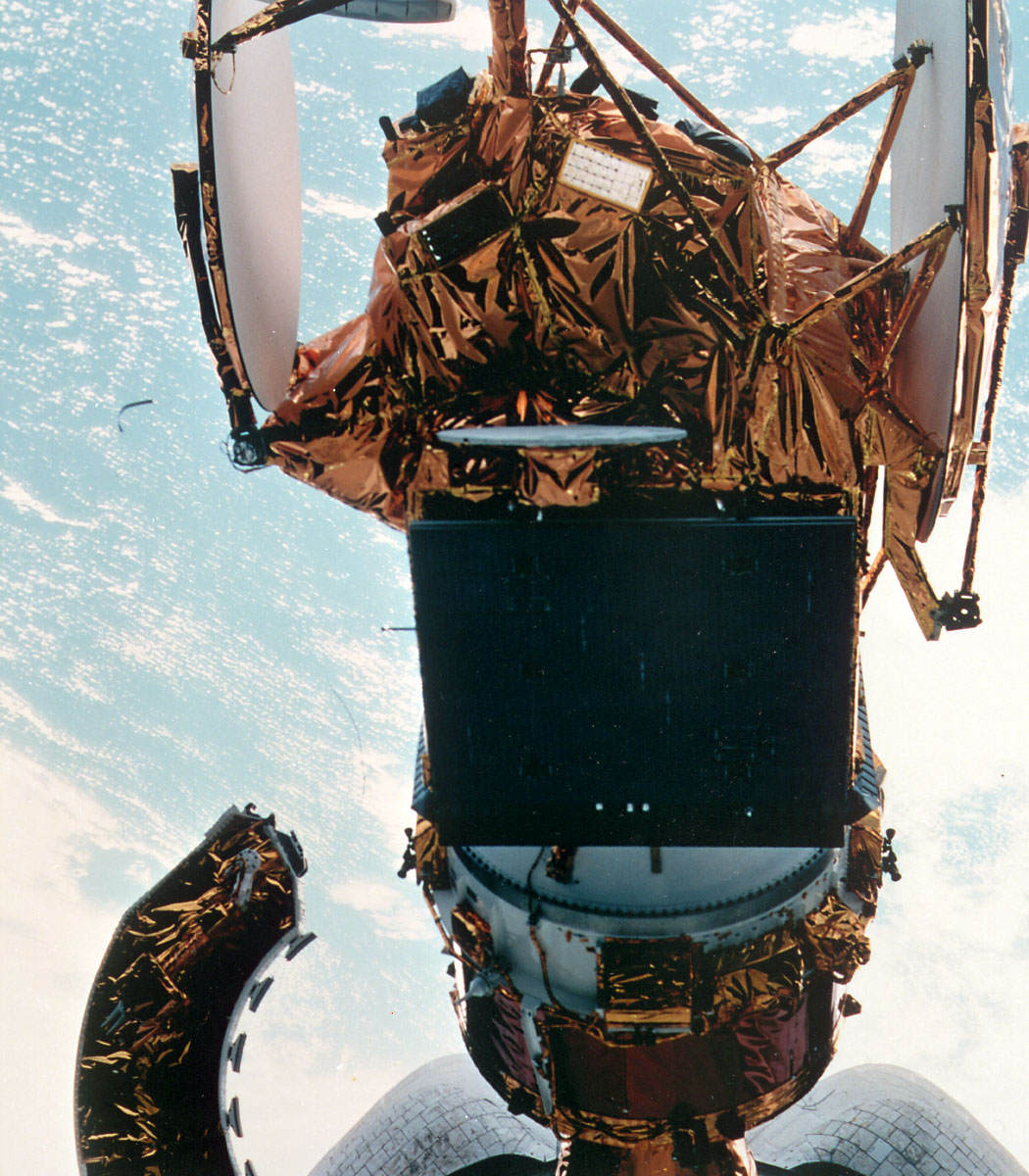
ACTSの放出

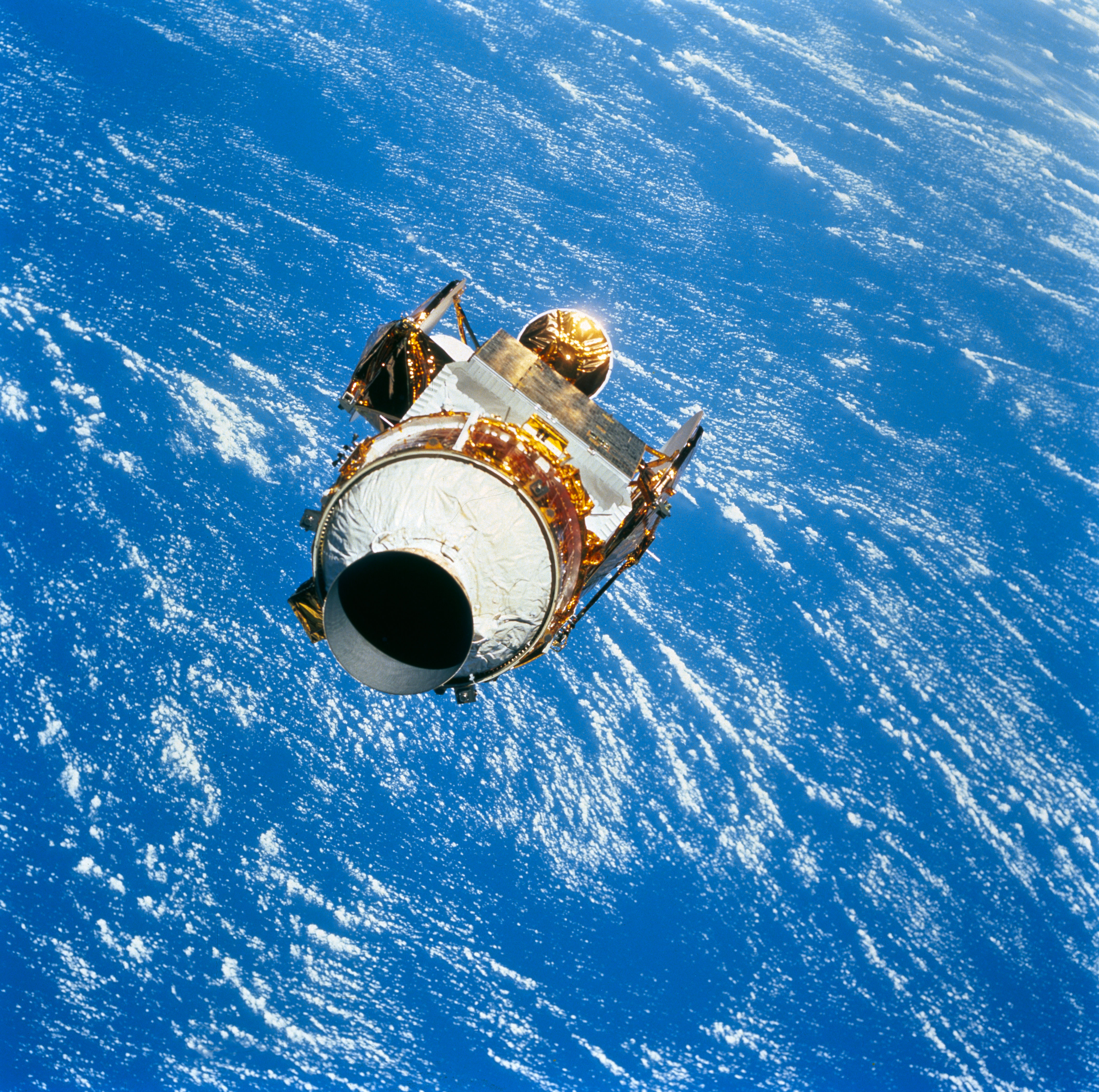
静止軌道に向かうACTS

Advanced Communications Technology Satellite(ACTL)は、飛行1日目に放出された。この衛星は、実験的な通信衛星のコンセプトや技術を実証するためのテストベッドとなる。その上段であるTransfer Orbit Stage (TOS)は、放出の45分後に点火し、衛星を対地同期軌道まで押し上げた。
ACTS放出の最初の試みは、予定時間の約30分前に地上との双方向通信が途切れたことで、延期された。地上側では、ディスカバリーからのテレメトリーと音声を受け取ることができたが、乗組員の側では、地上からの通信を受け取れなかった。乗組員が"go"の声を受け取れなかったため、事前のプランに従って、14:43(CDT)の放出のタイミングは断念された。
この断念後、乗組員は、シャトルのS帯通信システムを低周波数に合わせ、地上との双方向通信を回復した。双方向通信の喪失は、約45分間に及んだ。通信の回復後、地上ですぐに次の放出の計画が作られ、最終的には成功した。
9月12日の放出作業中、衛星を切り離すように設計されたAirborne Support Equipment cradle (ASE)の予備を含む2本のSuper*Zip導爆線が同時に爆発した。これにより、ペイロードベイと3番目のAPU付近のAFTの間の隔壁に取り付けられた2ダースの耐熱ブランケットに小さな裂け目が生じた。また、TOSを保持するASEリングも破損しており、オービタから遠ざかると、放出された破片が見えた。ACTSは、ハイリスクで先進的な通信衛星技術の開発や飛行試験を可能とした。マルチスポットビームアンテナと先進的なスイッチング及びプロセシングシステムを用い、新しい通信衛星技術を切り開いた。NASAのグレン研究センターが実験用通信衛星の長い伝統の一環として、ACTSを開発、維持、運用した。
ACTSギガビット衛星ネットワークの重要な一部としての当初のミッションを達成して後も、機体はNASAと非営利コンソーシアムの共同で運用を続けられ、資金が枯渇した後の2004年4月28日に終了した。衛星は、太陽電池アレイの端が太陽に面した状態で平らに回転するようになり、これにより理論的には衛星の再起動が阻止されることとなった。2000年にNASAが、燃料の枯渇のためより高い墓場軌道まで運ぶことができないと判断した後、他の衛星に対するリスクが最も小さい西経105.2度の軌道に移動されることになった。グレン研究センターでACTSの運用マネージャを務めたRichard Krawczykによると、あと数千年は、ACTSは大気圏再突入しないと考えられる。

## SPAS-ORFEUS

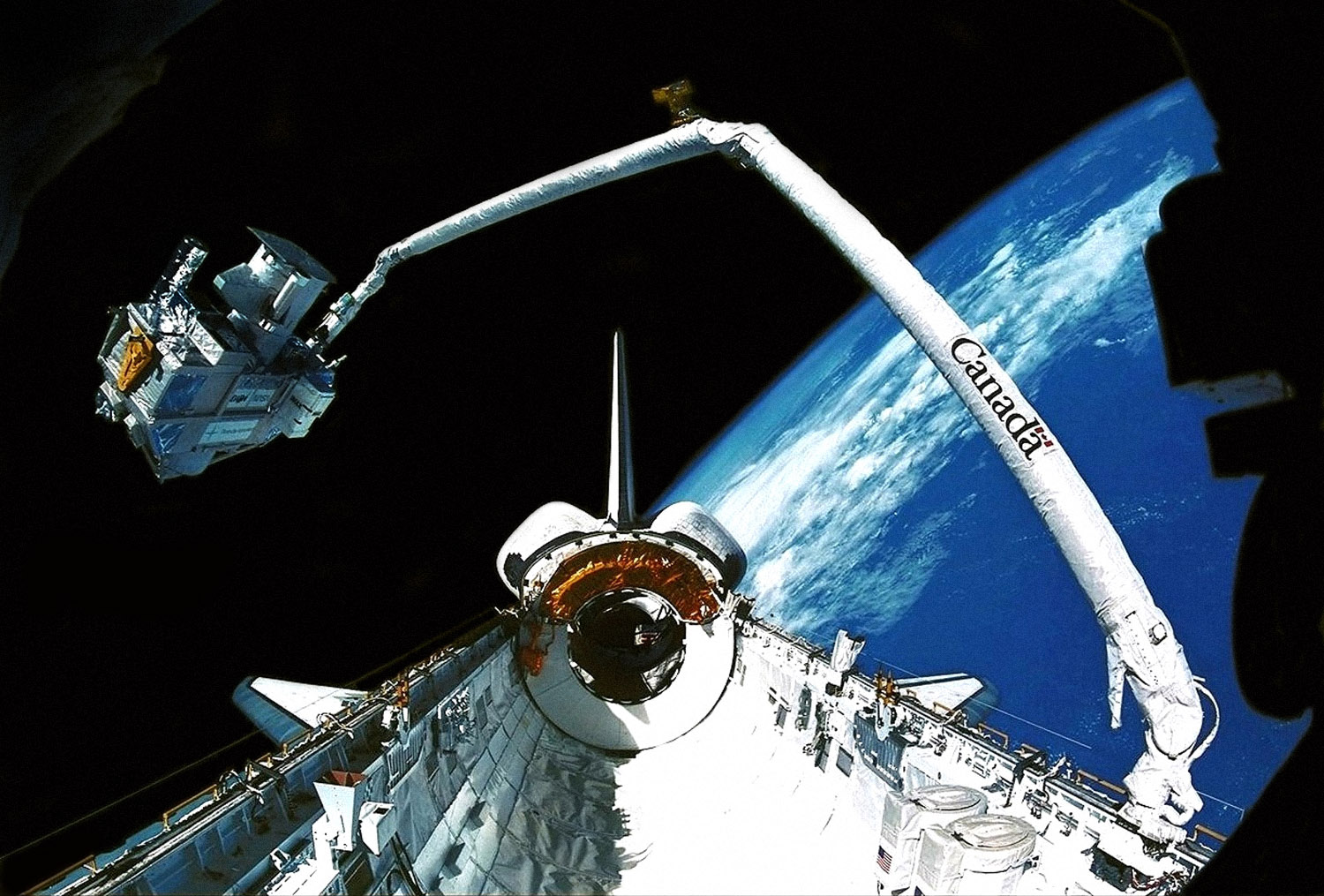
RMSに捕捉されたORFEUS-SPASプラットフォーム

このミッションのその他のペイロードには、シャトルパレット衛星に搭載されたOrbiting Retrievable Far and Extreme Ultraviolet Spectrometer (ORFEUS)望遠鏡がある。ORFEUSは、ガス状の星間雲の研究と同時に、恒星がどのように生まれ、どのように死ぬかの情報を得られるように設計された。その他、カーゴベイでは、Limited Duration Space Environment Candidate Materials Exposure (LDCE)実験が行われた。
メッサーシュミット・ベルコウ・ブロームは、1986年に自由飛行天文学プラットフォームとしてSPASキャリアの開発を開始した。ドイツ宇宙機関(DARA)とNASAは、DARAが衛星を提供し、NASAがシャトルの打上げと放出/回収サービスを行い、両者が科学機器を共有するという内容の4つの共同科学ミッションの実施に合意した。NASAは、データへのアクセス、アメリカ側の実験の実施を見返りとして、無料でシャトルを提供した。400-1,280Åの放射を測定できるように設計されたORFEUSは、1993年9月13日の14:06(UTC)に放出され、9月19日11:50(UTC)に回収された。チュービンゲン大学、ハイデルベルク天文台、カリフォルニア大学バークレー校、プリンストン大学からの科学的な貢献があった。ORFEUSの望遠鏡は、フランスのREOSCが提供した1 m f/2.5鏡を用いて、ドイツのKayser-Threde（現OHBシステム）が組み立てた。熱い銀河や星間物質の高解像度観測(240,000)において、分解能950-1150AのIMAPS(Interstellar Medium Absorption Profile Spectrograph)が加わった。
他のペイロードとしては、DLRのSurface Effective Sample Monitor、また軌道上でIMAX映画Destiny in Spaceを撮影したカナダのIMAX Cargo Bay Cameraがあった。この映像の一部にはSpace Station 3Dもあり、これは、SPASプラットフォームで合計7度宇宙飛行したうちの4度目であった。1996年のSTS-80では、SPAS-ORFEUS版が再飛行した。

## 宇宙遊泳

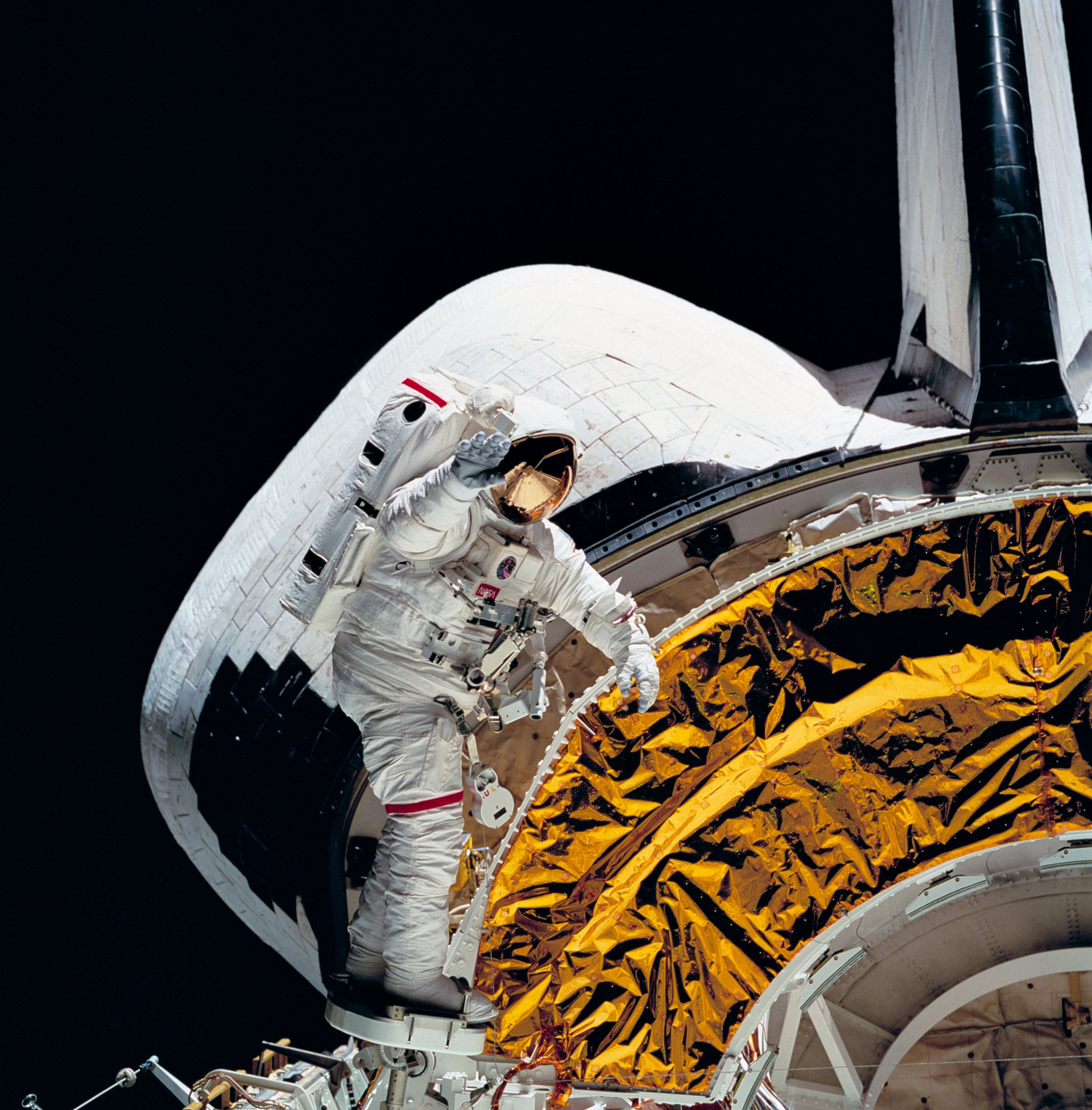
宇宙遊泳中のウォルツ

9月16日、ジェームズ・ニューマンとカール・ウォルツは宇宙遊泳を行い、道具やテザー、足の保持具の評価を行った。彼らの調査結果は、ハッブル宇宙望遠鏡のサービスミッションの設計者と計画者に、彼らの準備が適切であったことを確信させた。これらの宇宙遊泳は、STS-49のミッションで明らかとなった、宇宙遊泳訓練の脆弱性への応答として行われた準備的な宇宙遊泳の、3度目で最後のものとなった。この大規模な宇宙遊泳の際に試験された新しい装置は、1993年12月のハッブル宇宙望遠鏡サービスミッション（STS-61）で必要となった。これはこの宇宙遊泳の目的の1つにすぎず、ニューマンとウォルツは、彼らが感じた地上訓練と軌道上の違いを地上管制に対して、長々と説明した。2人は、一日の大半でスケジュールを上回り、当初計画した以上の仕事をこなした。
2人の宇宙飛行士が掃除をした際、ディスカバリーの帰還のために嵩張った道具箱の蓋をこじ開けて閉じなければならず、時間を要した。道具箱の蓋のために宇宙遊泳の時間が計画よりも約45分伸び、合計7時間5分28秒となった。これは、人類の宇宙飛行の歴史上、112回目の宇宙遊泳となった。

## 主目的以外の実験
キャビン内のペイロードには、アメリカ空軍マウイ光学観測所のAuroral Photography Experiment-B (APE-B)、Commercial Protein Crystal Growth (CPCG)、Chromosome and Plant Cell Division in Space (CHROMEX)、High Resolution Shuttle Glow Spectroscopy-A (HRSGS-A)、IMAX、Investigations into Polymer Membrane Processing (IPMP)及びRadiation Monitoring Equipment-III (RME-III)等があった。Investigation into Polymer Membrane Processing (IPMP)は、様々な高分子膜の気孔率の制御のために、対流のない環境で複数の溶媒系の混合を研究するために設計された。RMEは、宇宙飛行の間じゅう、キャビン内のガンマ線、電子、中性子、陽子の放射レベルを測定した。
機体上で、ミッションスペシャリストのジェームズ・ニューマンは、宇宙における内耳のバランスの欠如を視覚がどのように補正するかの調査の一環として、無重力で視覚を試験する医療実験を行うための特殊なバイザーを着用した。またニューマンは、スペースシャトルのナビゲーションの補助として用いるため、飛行するディスカバリーの中でGPS受信機の試験を行い、成功した。さらに、宇宙ステーションの運用に先駆け、ディスカバリーの燃料電池の1つの停止と再起動が行われた。
別の医学的な評価では、身体への無重力の悪影響への対策としての運動の有効性を検証するための継続的な研究の一環として、船長のフランク・カルバートソンとミッションスペシャリストのダニエル・バーシュがローデッキのステーショナリーバイクを漕いだ。また、無重力での膜フィルターの改善や植物細胞への無重力の影響に関する実験も行った。
ウォルツとニューマンは、効果を詳細にフィルムに残す分光計とカメラを用いて、"glowing effect"を調査するために設計された実験を行った。酸素原子以外に光を発する気体の種類に関する情報を得ることが期待された。大気圏の先端域の気体の種類についての情報は、カーゴベイでの材料曝露実験と組み合わせて、将来の宇宙船の設計と建造に役立たせることができる。

## ミッション徽章
5つの白い星と1つの黄色い星は、このミッションの番号が51番であることを示している。また右側には、三角形のSPAS-ORFEUSが描かれている。